# La Vague (Courbet)
Pour les articles homonymes, voir La Vague.
« La Vague » est un thème récurrent exploité par Gustave Courbet durant la période des années 1869-1870. Appelées par lui « paysages de mer », ces huiles sur toile sont déclinées de très nombreuses fois et il est difficile de savoir combien de tableaux exactement le peintre a produits sur ce thème.

## Histoire

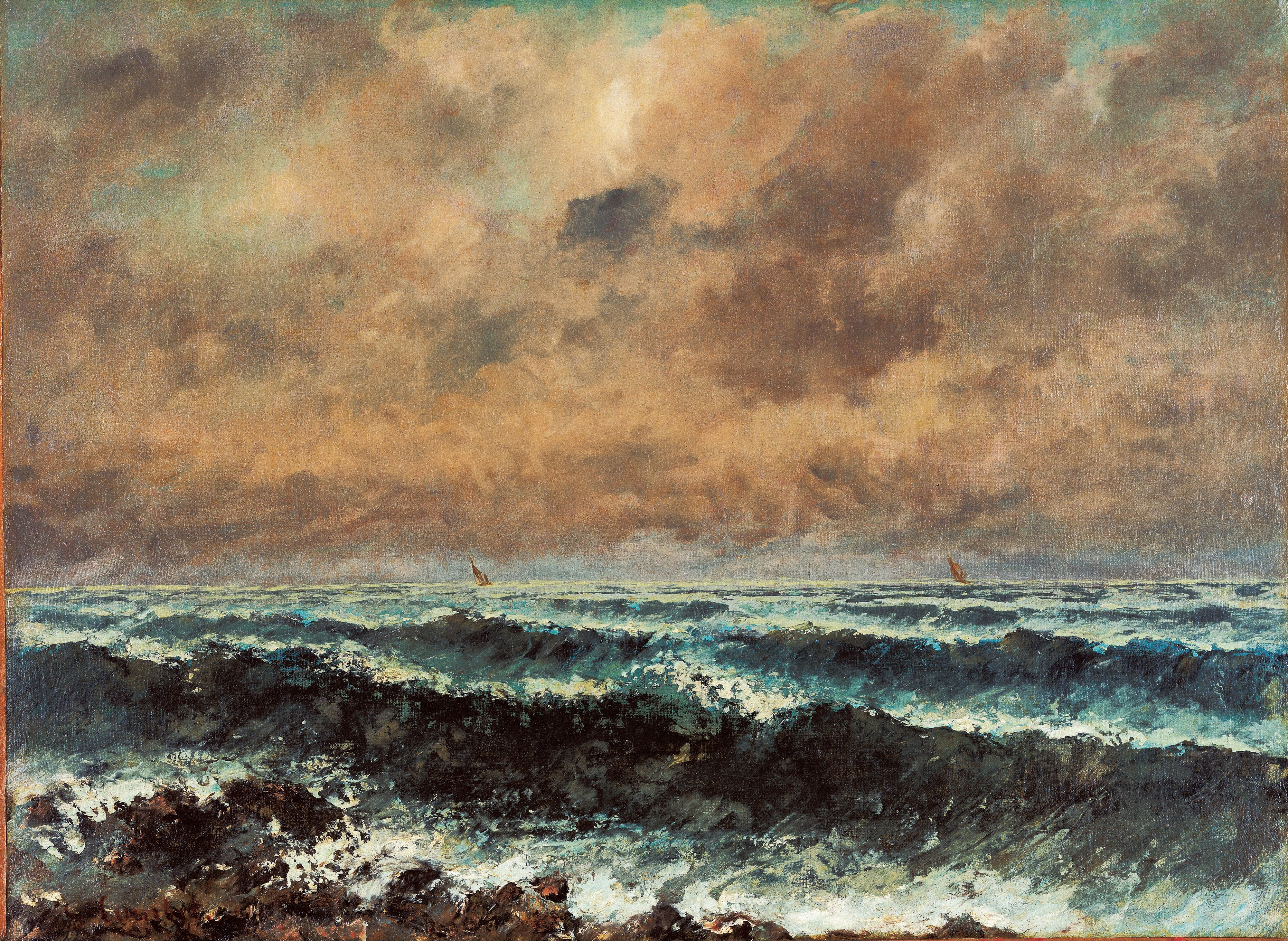
La Mer en automne (1867) préfigure le motif central de la vague tandis qu'au loin des voiliers sont esquissés — Musée d'art Ōhara (Kurashiki).

Gustave Courbet découvre pour la première fois le bord de mer au printemps 1841, quelques mois après son installation à Paris. Par la suite, et à de nombreuses occasions, il se plait à installer son chevalet face aux éléments marins et peindre d'après nature. Ses premières marines affirmées remonte à 1854 lors de son séjour dans le Languedoc chez Alfred Bruyas. Lors de la grande exposition du pavillon Courbet près du palais de l'Alma en 1867, dix toiles sur 135 œuvres cataloguées ont pour sujet la mer.
La pleine période des Vagues, elle, se situe entre 1869 et 1870. Le peintre prend alors plaisir à séjourner du côté d'Étretat, villégiature alors peu connue et dont il représente les fameuses falaises, mais il est un habitué depuis le début des années 1860 des rivages de la Normandie, d'Honfleur, de Trouville, où il peignit avec le jeune Whistler qui en fut marqué.
Comme ses contemporains Camille Corot ou Eugène Boudin, Courbet produit des séries : certaines de ses peintures peuvent présenter d'infimes variations, comme par exemple Jo, la belle irlandaise. On a aussi chez lui des esquisses, de petites dimensions, parfois non signées, préparatoires à de grands formats pleinement peints. Ici, avec la série des Vagues, c'est différent, car chaque tableau se présente composé avec une singularité propre, un angle, un cadre, une lumière particulières, qui magnifient la puissance de la vague.
Le 28 novembre 1864, Courbet écrivait à Victor Hugo en réponse à une lettre de l'auteur des Travailleurs de la mer : « J'irai dans votre retraite sympathique contempler le spectacle de votre mer ! [...] La mer ! La mer ! avec ses charmes m'attriste ! Elle me fait dans sa joie, l'effet du tigre qui rit ; dans sa tristesse, elle me rappelle les larmes du crocodile, et dans sa fureur, le monstre en cage qui ne peut m'avaler. »

## Composition
Généralement, chaque tableau de cette période présente une vague, en cadre serré, se soulevant au premier plan d'une mer sombre, sous un ciel de couleur brune rempli de gros nuages menaçants, les deux éléments étant séparés par une ligne d'horizon très marquée. La vague écumante, principalement représentée dans des tonalités vert foncé, étonne par sa grande simplicité de composition car elle consiste en des aplats de couleurs effectués à la brosse et localement au couteau. Émile Zola, critique d'art et romancier, déclara en voyant ces tableaux : « Courbet a tout simplement peint une vague, une vraie vague déferlant sur le rivage ». Un autre témoin direct fut le peintre paysagiste Louis Le Poittevin, ami de Guy de Maupassant, qui vint lui tenir compagnie dans la petite maison louée à Étretat. 
Une autre particularité est, qu'en dehors du motif et des « effets de réels » soulignés par Zola, très vite, nulle présence humaine ou d'objet fabriqué n'est figurée, caractéristique qu'il avait déjà exploité pour certains de ses paysages terrestres : Courbet redécouvre ici une tradition du paysage qui remonte au XVIIe siècle italien et qui se perpétua jusqu'à John Constable.
Une fois revenu dans son atelier parisien, l'artiste avait l'habitude de retoucher ces toiles en leur ajoutant des éléments renvoyant à sa terre natale, le Doubs : la vague et les ciels forment alors comme un mur, évoquant les falaises de son enfance, et du même coup la puissance de la Nature.
Les formats sont variables, allant de 60 × 90 cm en moyenne, à 110 × 145 cm, par exemple pour le tableau exposé à l'Alte Nationalgalerie des musées d'État de Berlin qualifiée d'« Anagoria ».

## Impact critique
L'impact critique à l'époque, qui se situe juste avant la chute du Second Empire est sensible. Le peintre Paul Cézanne déclarait en les voyant au Salon : « Les grandes Vagues, celle de Berlin, prodigieuse, une des trouvailles du siècle, bien plus palpitante, plus gonflée, d'un vert plus boueux, d'un orage plus sale, que [celle du Louvre], avec son enchevêtrement écumeux, sa marée qui vient du fonds des âges, tout son ciel loqueteux et son apreté livide. On le reçoit en pleine poitrine, on recule, toute la salle sent l'embrun ».

## Expertises et ventes récentes
Une autre représentation de Vague, reconnue comme œuvre de Courbet par quatre experts de chez Christie's[Information douteuse] allait être proposée par la Société londonienne de vente aux enchères en avril 2019, lorsque l'Institut Courbet a émis un avis défavorable. La vente n'a pas eu lieu.

## Œuvres inventoriées
Les premiers tableaux – aux titres variables comme Vagues, Mer orageuse ou La Vague — présentent au premier plan, couchés sur la grève, une ou plusieurs embarcations. Plus petits, plusieurs tableaux intitulés La Vague, éliminent progressivement tout référent humain, se concentrant sur le couple mer-ciels, jusqu'à faire quasiment disparaître le rivage, laissant à peine émerger quelques rochers.
| Image | Titre                              | Dimension (cm)   | Date             | Pays        | Ville                 | Localisation                                    | Statut                                           |
| ----- | ---------------------------------- | ---------------- | ---------------- | ----------- | --------------------- | ----------------------------------------------- | ------------------------------------------------ |
|       | La Mer en automne                  | 54 × 73 cm       | 1867             | Japon       | Kurashiki             | Musée d'art Ōhara                               |                                                  |
|       | La Vague ou La Mer orageuse        | 112 × 144 cm     | 1869-1870        | Allemagne   | Berlin                | Alte Nationalgalerie                            | don de Guido Henckel von Donnersmarck (1906)     |
|       | Vagues                             | 75,9 × 151,4 cm  | 1869             | États-Unis  | Philadelphie          | Philadelphia Museum of Art                      | don de John G. Johnson (1905)                    |
|       | Vagues                             | 32,4 × 48,3 cm   | vers 1870        | États-Unis  | Philadelphie          | Philadelphia Museum of Art                      | The Louis E. Stern Collection (1963)             |
|       | La Mer orageuse dit aussi La Vague | 116,5 × 160 cm   | 1870             | France      | Paris                 | Musée d'Orsay                                   | Achat de l'État (1878)                           |
|       | La Vague                           | 71,5 × 116,8 cm  | 1869             | France      | Le Havre              | Musée d'art moderne André-Malraux               | Entré en 2003                                    |
|       | La Vague                           | 54 × 73 cm       | 1870             | France      | Orléans               | Musée des beaux-arts d'Orléans                  | Don Paul Fourché (1907)                          |
|       | La Vague                           | 90 × 66 cm       | 1869             | France      | Lyon                  | Musée des beaux-arts de Lyon                    | Entré en 1881                                    |
|       | La Vague                           | 63 × 92 cm       | 1869             | Allemagne   | Francfort-sur-le-Main | Musée Städel                                    | Entré en 1908                                    |
|       | La Vague                           | 72,5 × 92,5 cm   | 1870             | Japon       | Tokyo                 | Musée national de l'art occidental              | Collection Matsukata, entré en 1959              |
|       | La Vague                           | 80 × 100 cm      | 1870             | Suisse      | Winterthour           | Am Römerholz                                    | Origine inconnue                                 |
|       | La Vague                           | 45 × 59 cm       | 1870             | Allemagne   | Essen                 | Musée Folkwang                                  |                                                  |
|       | La Vague                           | 18,11 × 21,65 cm | 1869             | Royaume-Uni | Édimbourg             | Galerie nationale d'Écosse                      | Entré en 1960                                    |
|       | La Vague                           | 58,4 × 78,7 cm   | 1869             | États-Unis  | San Francisco         | De Young The Legion of Honor                    | Entré en 2006                                    |
|       | La Vague                           | 32,7 × 55,7 cm   | 1869             | Pays-Bas    | Utrecht               | Centraal Museum                                 | Entré en 1980                                    |
|       | La Vague                           | 55,8 × 91,4 cm   | 1869-1870        | États-Unis  | Dallas                | Dallas Museum of Art                            | Entré en 1950                                    |
|       | La Vague                           | ?                | 1870             | États-Unis  | Phoenix               | Phoenix Art Museum                              | Entré en 1959                                    |
|       | La Vague                           | 66 × 91,2 cm     | 1869             | Japon       | Matsue                | Musée d'Art de Shimane                          | Date d'entrée non connue                         |
|       | La Vague                           | 54,2 × 73,1 cm   | ?                | Australie   | Melbourne             | National Gallery of Victoria                    | Don Felton, entrée en 1924                       |
|       | La Vague                           | 65,4 × 88,7 cm   | vers 1869        | États-Unis  | Brooklyn              | Brooklyn Museum                                 | Don Mrs. Horace Havemeyer, entrée en 1942        |
|       | La Vague                           | ?                | 1871 [?]         | Italie      | Rome                  | Galerie nationale d'Art moderne et contemporain | ?                                                |
|       | Plage à Dieppe                     | ?                | ?                | États-Unis  | Phoenix               | Phoenix Art Museum                              | Don de M. & Mrs Arthur Murray. Entré en 1961     |
|       | La Vague                           | 49,5 × 60 cm     | ?                | Cuba        | La Havane             | Musée national des Beaux-Arts                   | ?                                                |
|       | Avant la tempête à l'horizon       | 53,6 × 72,4 cm   | 1872             | Japon       | Tokyo                 | Tokyo Fuji Art Museum                           | ?                                                |
|       | La Vague                           | 47,5 × 65 cm     | 1869             | Russie      | Moscou                | Musée des Beaux-Arts Pouchkine                  | Date d'entrée inconnue                           |
|       | La Vague (Brandungswelle)          | 67,2 × 107 cm    | 1869             | Allemagne   | Brême                 | Kunsthalle de Brême                             | Origine et entrée non connues                    |
|       | La Vague                           | 70 × 102 cm      | 1870             | Hongrie     | Budapest              | ?                                               | Collection François de Hatvany, disparu en 1945, |
|       | Mer d'orage                        | 70,50 × 77,80 cm | vers 1869        | États-Unis  | Champaign             | Krannert Art Museum (en)                        | Don Mr. and Mrs. Herman E. Cooper                |
|       | Mer orageuse                       | 80 × 100 cm      | vers 1869-1870 ? | Argentine   | Buenos-Aires          | Musée national des Beaux-Arts                   | Coll. Domingo Martinto, entré en 1906            |
|       | La Vague                           | 43,4 × 64,9 cm   | ?                | Royaume-Uni | Southampton           | Southampton City Art Gallery                    | Coll. Peter and Lies Askonas, entré en 2004      |